# Мужская сборная США по кабадди
Мужская национальная сборная США по кабадди — представляет США на международных соревнованиях по кабадди. Управляющей организацией является Федерация кабадди США (англ. US Kabaddi Federation).

## Результаты выступлений

### Чемпионаты мира (стандартный стиль)
| Год       | Победы         | Ничьи          | Поражения      | Место          |
| --------- | -------------- | -------------- | -------------- | -------------- |
| 2004—2007 | не участвовали | не участвовали | не участвовали | не участвовали |
| 2016      | 0              | 0              | 5              | 11             |

### Чемпионаты мира (круговой стиль)
| Год  | Победы         | Ничьи          | Поражения      | Место          |
| ---- | -------------- | -------------- | -------------- | -------------- |
| 2010 | 2              | 0              | 2              | 5              |
| 2011 | 5              | 0              | 0              | дисквал.       |
| 2012 | 2              | 0              | 1              | 5              |
| 2013 | 4              | 0              | 2              | 3              |
| 2014 | 2              | 0              | 2              | 5              |
| 2016 | 5              | 0              | 2              | 3              |
| 2020 | не участвовали | не участвовали | не участвовали | не участвовали |